# Raimondo Montecuccoli
Gróf Raimondo Montecuccoli (Modena, 1609. február 21. – Linz, 1680. október 16.) olasz származású német-római császári hadvezér, hadtudós. Neve Magyarországon az 1664-es szentgotthárdi csatával összefüggésben a legismertebb.

## Katonai pályája
1625-ben lépett osztrák katonai szolgálatba. Harcolt a harmincéves háborúban. Nagybátyja Ernesto Montecuccoli szintén hadvezér volt. Az 1655–60-as a svéd-lengyel háború idején, 1658-ban parancsnoka volt annak a császári hadseregnek, amely a lengyelekkel és a brandenburgiakkal szövetségben kiverte a svédeket Dániából és Pomerániából.
A katonai ranglétrán gyorsan emelkedett: 1658-ban a császári sereg tábornagya, majd 1660-ban Győr kormányzója lett, egyben annak a seregnek a fővezére, amellyel a következő évben Kemény János erdélyi fejedelmet – bár nagyon kelletlenül – segítette a török ellen. Nagy óvatossága és a hadtudomány szigorú szabályai szerint való eljárása miatt kevés sikert aratott. E szabályokat egyébként muszáj volt betartania, tekintettel seregének állapotára. Így csak Kolozsvárt szerezte vissza. A magyarországi közvélemény nagyon felháborodott emiatt, erre Montecuccoli 1662-ben egy röpiratban védelmezte magát. A kudarcért a magyar hadvezéreket okolta. Írására Zrínyi Miklós válaszolt: saját röpiratában megcáfolta Montecuccolinak a magyarokat szidalmazó állításait.
A korábbi véleményekkel ellentétben Montecuccoli nem nevezhető tehetségtelen hadvezérnek. A bécsi udvartól mindig szigorú utasításokat kapott, amelyekkel nem akart szembeszállni. Seregének ellátása állandóan rossz volt, ennek nem ő, hanem a legfelsőbb hadvezetés és az osztrák kormányzatban oly gyakori korrupció és helytelen államigazgatás volt a felelős. Emiatt nem kínálkozott igazi alkalom, ahol igazi hadvezéri képességeit bemutathatta volna, mint ahogy korábban a nyugati fronton tette.

## Törökellenes hadjáratai

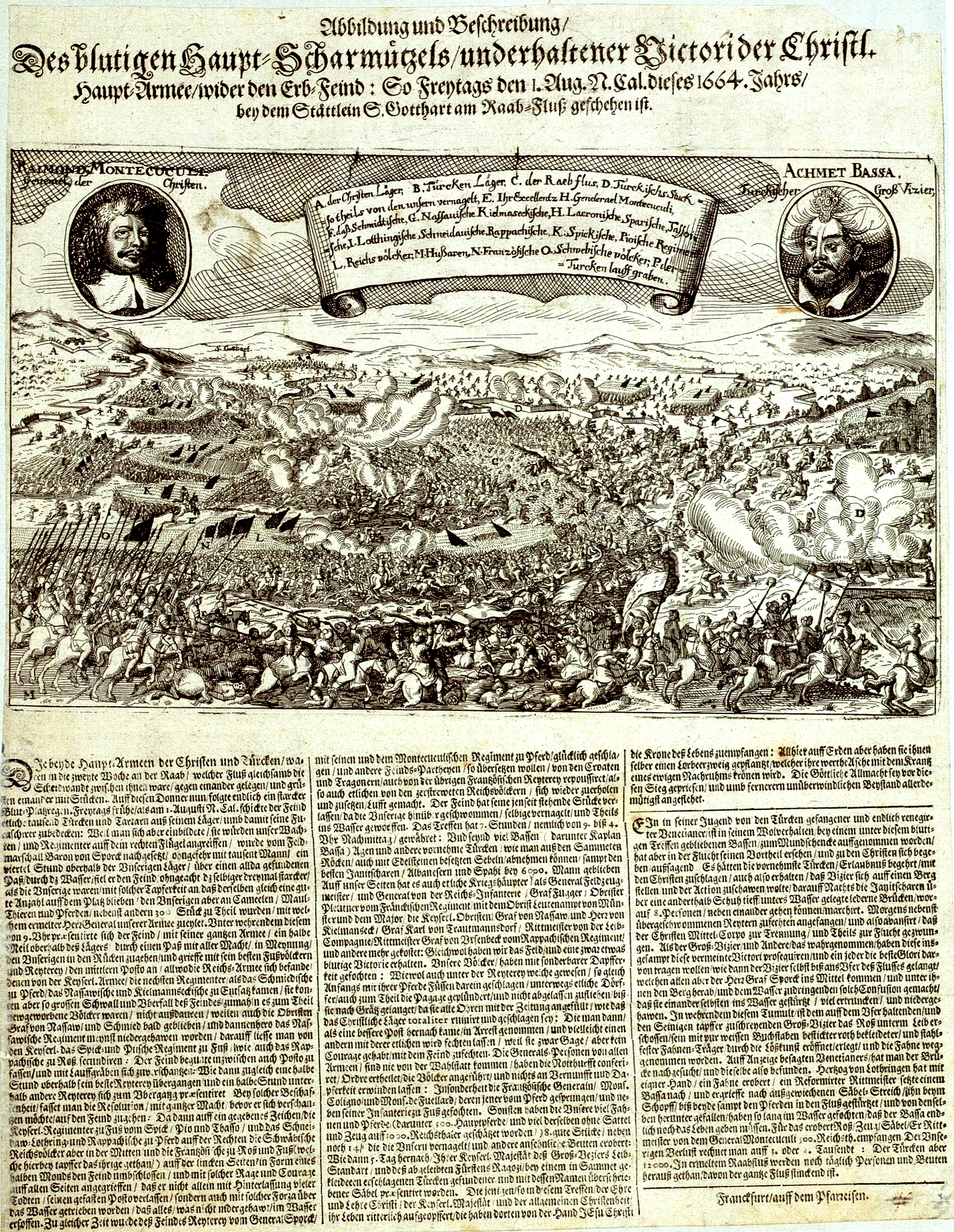
Egykorú német tudósítás a szentgotthárdi csatáról. A kép két felső sarkában Montecuccoli és Köprülü

1663-ban, amikor a török ismét betört az országba, Montecuccoli Bécs védelmére szorítkozott az amúgy is elégtelen létszámú és rosszul ellátott seregével. A segítség hiányában Zrínyi magára maradt és nem volt képes megakadályozni Érsekújvár török kézre jutását. Montecuccoli elhibázottnak tartotta azt is, hogy Zrínyi az 1664 januárjában megindított téli háborúban Pécs elfoglalása után felgyújtotta az eszéki török hidat. Úgyszintén ellenezte Kanizsa ostromát, amelynél Zrínyit a mellé adott két vezér, Strozzi és Hohenlohe, gátolta a maga tervének keresztülvitelében. Ő ugyanis Esztergomot akarta visszafoglalni, mert Érsekújvár elvesztése után a török már rést ütött az északi védvonalon. Persze az ő tervei nem valószínű, hogy pont jók lettek volna, s nem láthatta, hogy az eszéki híd csakis a török stratégia hasznát szolgálja. Azonkívül halálosan gyűlölték egymást Zrínyivel, de a köztük levő személyes ellentétek csak kis esetekben járultak hozzá ellentétes döntéseinek meghozatalakor.
Kanizsa kudarcba fulladt ostroma után (mely megint csak a hiányos ellátásnak és az Udvari Haditanács tétovaságának volt köszönhető) át kellett csoportosítani északról délre a csapatokat, amelyhez megint nem volt megfelelő utánpótlás. A zűrzavar és a nehézségek alapos fejtörést okoztak a generálisnak. A török a Mura és Dráva összefolyásánál épült Zrínyiújvárhoz közeledett, Montecuccoli egyre azt ajánlotta Zrínyinek, adják át a várat, mert úgysem lehet azt védelmezni a dél-dunántúli sereg elégtelen létszáma és az északról jövő erősítés valószínűsíthető késése miatt. Bár Bécs meghagyta neki, de valójában nem azzal a céllal vonult a Muraközbe, hogy nem fog semmit tenni a várért. Seregében szörnyű éhezés volt, a katonák gyengélkedtek, nem tudtak volna emellett harcolni. Maga a káosz és az élelmezés helyrehozása rengeteg időt vett el és Zrínyi erőfeszítései is hiábavalónak bizonyultak, aminek az lett az eredménye, hogy a vár 1664. június végén a törököké lett. Montecuccoli hasztalanul próbálta megértetni Zrínyivel, hogy ezt a csatát elvesztették: Zrínyi, aki Montecuccolit tette felelőssé vára elestéért, elkeseredetten Bécsbe ment segítségért – hiába. Montecuccoli is nagy bajban volt, most, hogy kiváló vezértársa nem volt már mellette, annak ellenére, hogy könyörgött hozzá, ezzel akarván maradásra bírni. Több kilométert hátrált az osztrák határig, amikor 1664. augusztus 1-jén a szentgotthárdi csatában győzelmet aratott a törökök felett és ezzel Bécset is megmentette, de a győzelmet hozó végső nagy támadás ötlete nem tőle származott, hanem az egyik német generálistól.
Régebbi állításokkal ellentétben nem ő kötötte meg a vasvári békét, az udvar nem őt hatalmazta fel erre. A szentgotthárdi csata után még közel két hónapig hadműveleteket folytatott a Dunántúlon és további lehetőségei kiaknázását a vasvári béke (1664. augusztus 10.) meggátolta. Ebben az udvar elismerte a törökök addigi hódításait.

## Utolsó évei
A vasvári békét követően Montecuccoli már nem játszott szerepet a magyar történelemben. Előbb diplomáciai szolgálatot látott el, majd kizárólag a hadtudományoknak szentelte figyelmét. Korának elismert hadtudományi írója volt. A hadsereg kiegészítését reformálta azzal, hogy csökkentette a szúrófegyveres pikások létszámát és a tűzfegyvereseket növelte, akiket igyekezett új, pontos tüzelésű és jobb muskétákkal ellátni. Ő vezette be seregében a könnyű kanócos muskétát. Síremléke Linzben a Kapucinus-templomban található.

## Magyarul megjelent művei
- A magyarországi török háborúkról; ford., jegyz. Domokos György, közrem. Nagy Levente, szerk., előszó Hausner Gábor; Dialóg Campus, Bp., 2019 (Pro militum artibus)

## Emlékezete
Carrarai márványból faragott életnagyságú szobrát felállították a Hadvezérek csarnokában, a bécsi Hadtörténeti Múzeumban. Egy mellszobra a Heldenberg emlékhelyen a hősök sétányán látható.